# 櫻井元彦

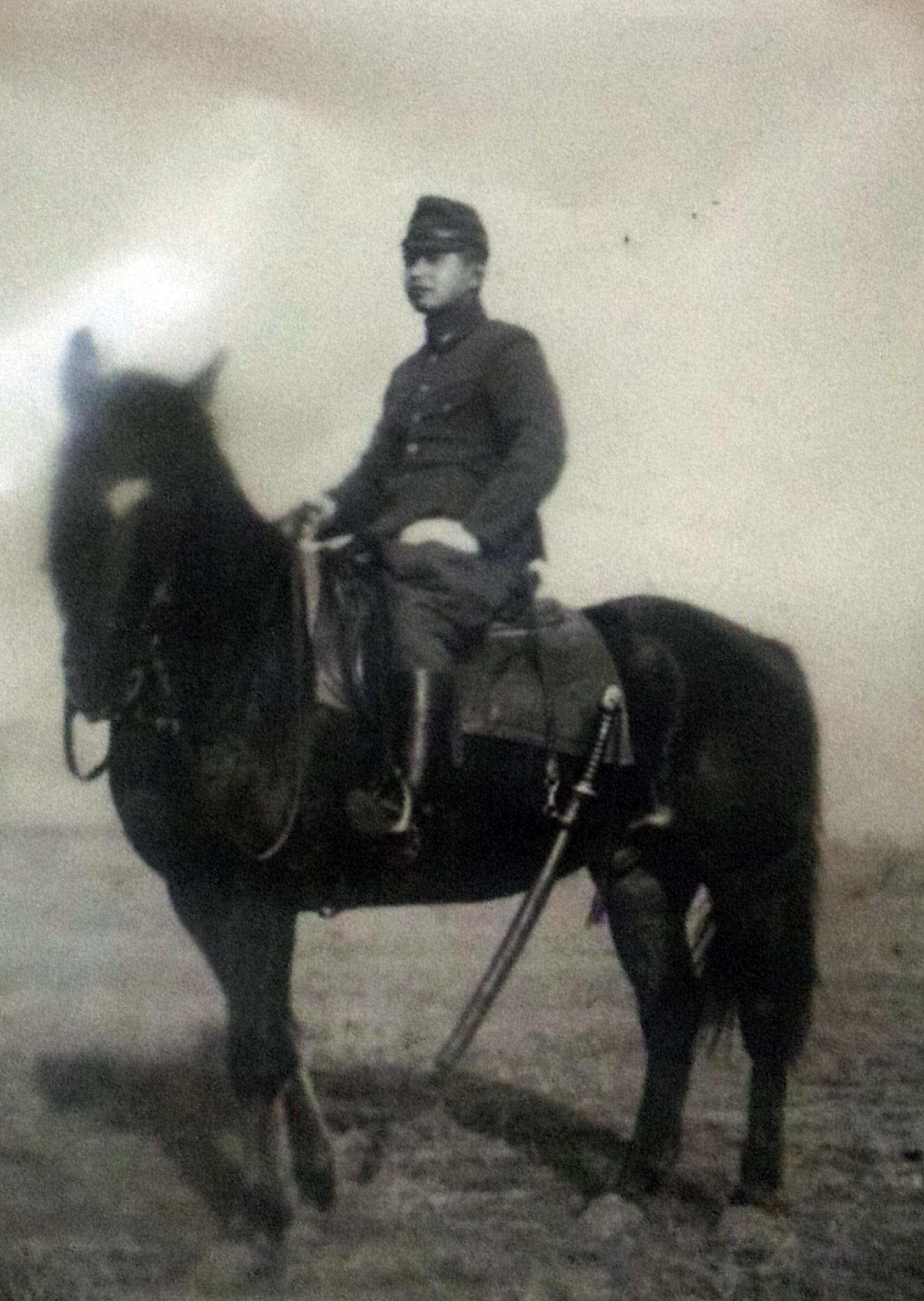
日本帝国陸軍 騎兵第4旅団 騎兵第26連隊所属　桜井元彦大尉 中国での写真

桜井 元彦（さくらい もとひこ）は、日本の陸軍軍人。最終階級は陸軍大尉。愛知県出身（出生地は現東京都）。櫻井馨の長男として生まれる。戸籍上では桜は旧字体の櫻（櫻井元彦）である。

## 経歴
第二次世界大戦時、日本帝国陸軍騎兵第4旅団騎兵第26連隊に所属。老河口作戦において1944年3月26日には老河口飛行場へ攻撃を行う。戦史上で現在のところ最後の大規模な乗馬襲撃の成功例であるとも言われるこの攻撃の現地指揮を行う。
戦後は青少年育成のため教育事業を行う。司馬遼太郎から取材（坂の上の雲執筆のため）を受けた縁で交友を深める。1984/05/14 病没（糖尿病及びその合併症のため）。

## 家系図
櫻井清香の同項目を参照のこと

## 関連
- 櫻井馨(桜井元彦の父)
- 櫻井清香(桜井元彦の叔父)
- 櫻井鐐三(桜井元彦の叔父)